# Khadija Begi Agha
Khadija Begi Agha, levde 1507, var en timuridsk sultangemål. Hon var konkubin till Abu Sa'id Mirza (regent 1451–1469), gift med sultan Husayn Bayqara (regent 1496–1506), och mor till Muzaffar Husayn Mirza (regent 1506–1507).

## Sultankonkubin
Khadija Begi Agha var dotter till Amir Muhammed Sariq, som tros vara en lokal men obetydlig adelsman. Hon blev först konkubin till Abu Sa'id Mirza. Hon uppges ha fått en dotter, Aq Begim, med honom.
Timuriderna bröt mot islamisk lag genom att de använde fria muslimska kvinnor i haremen, döttrar ur framstående muslimska familjer. Syftet var att skapa nätverk av lojala anhängare. Detta väckte kritik av bland annat Babur, men tolererades av politiska skäl.
Timuridernas harem var indelat i hierarkin hustrur (khavatin), fria konkubiner (qumayan) och förslavade konkubiner (sarariy), men informationen om dessa kvinnor är i allmänhet fragmentarisk. Hon tillhör de få kvinnor i timuriddynastin som var politiskt aktiv och dokumenterad annat än fragmentariskt.
När Abu Sa'id Mirza avled 1469 övertogs hon som konkubin av hans efterträdare sultan Husayn Bayqara. Detta var ingen sed och berodde inte heller på hennes familj (då hon inte hade en inflytelserik famil), utan ägde rum på den nya sultanens initiativ, och tycks ha berott på hans förälskelse. 
Hon födde 1471 sin första son, Shah-Grarib (d. 1497), och samma år gifte sig sultanen med henne. Detta skedde heller inte på grund av någon tradition eller politisk hänsyn, utan måste ha berott på henne personligen, och beskrivs som unikt.

## Sultanhustru
Efter hennes giftermål växte hennes politiska inflytande och blev alltmer omtalat. Hon är känd för sina politiska intriger. Hennes äldsta son Shah-Grarib utnämndes till guvernör i Herat, men han var sjuklig, och hon fokuserade sina ambitioner på sin yngre son. Hon bildade ett nätverk av kontakter från hovet och den litterära eliten för att gynna sin son Muzaffar Husayn Mirza i hans chanser att efterträda sin far. Han utnämndes till guvernör i Astrabad 1497.
I sina ambitioner för sin sons räkning motarbetade hon sina styvsöner Badi al-Zaman och Muhammad-Mumin. Under hennes styvsöners uppror mot maken, avråddes han från försoning av sin visir Khvaja Nizam al-Mulk, som var hennes allierade, och sabotaget attribueras till henne. När Muhammad-Mumin tillfångatogs av hennes son och fängslades i Herat, var det hon som gav order om hans avrättning.

## Sultanmoder
Khadija Begi Aghas make avled 1506. Han efterträddes då av hennes son i samregering med hennes styvson Badi' al-Zaman Mirza, med huvudstad i Herat. Som sultanens inflytelserika mor visades hon stor respekt utåt. I praktiken var hon dock mycket kontroversiell på grund av att hon var en kvinna med politiskt inflytande, och föremål för många sexistiska anklagelser. 
Muhammad Hayder Dughlat kallade henne "the instigator of all mischief", och uppgav att när prins Jahangir Mirza Babur blev sjuk efter att ha druckit vin i Herat, "it was communly rumoured that Khadija Begi Agha was up to her old tricks and had poisoned his wine".
Khadija Begi Agha tillhör de få kvinnorna i timuriddynastin som beskrivs närmare, och som utövade någon form av politiskt inflytande. En annan är Zuhra Begi Agha, uzbekisk konkubin till sultan Mahmud Mirza och mor till sultan Baysonqor Mirza bin Mahmud Mirza, som försvarade sin sons styre i Samarkand och gjorde ett misslyckat försök att rädda honom genom att erbjuda sig att gifta sig med Muhammad Shibani Khan (d. 1510).

## Eftermäle
Khadija Begi Aghas historia beskrivs av Babur och i Muizz al-Ansad.